# Imeno
Imeno je naselje u slovenskoj Općini Podčetrtku. Imeno se nalazi u pokrajini Štajerskoj i statističkoj regiji Savinjskoj. 

## Stanovništvo
Prema popisu stanovništva iz 2002. godine naselje je imalo 273 stanovnika.